# Dodecaceria inhamata
Dodecaceria inhamata är en ringmaskart som först beskrevs av Hoagland 1919.  Dodecaceria inhamata ingår i släktet Dodecaceria och familjen Cirratulidae. Inga underarter finns listade i Catalogue of Life.